# Oenothera heiniana
Oenothera heiniana är en dunörtsväxtart som beskrevs av Teyber. Oenothera heiniana ingår i släktet nattljussläktet, och familjen dunörtsväxter. Inga underarter finns listade i Catalogue of Life.